# Il marchio del passato
Il marchio del passato (Mary Regan) è un film muto del 1919 diretto da Lois Weber. La sceneggiatura, firmata dalla stessa regista,  si basa sull'omonimo romanzo di Leroy Scott pubblicato a Boston nel 1918.

## Trama
La madre di Mary Regan era un'ereditiera: innamorata di un ladro, lo aveva sposato sperando di far di lui un uomo onesto. Ma, quando lui era finito in prigione, lei ne era morta. Ora Mary, conscia del suo passato, rifiuta la proposta di matrimonio di Robert Clifford, il procuratore distrettuale di New York, per timore di rovinargli la carriera. La giovane donna decide di andarsene, partendo per la montagna, dopo aver rifiutato di collaborare con due membri della banda di suo padre. I due, Jim Bradley e Peter Loveman, sono interessati a Jack Morton, rampollo sregolato di buona famiglia che ha una relazione con un'avventuriera, Nina Cordova. Dopo aver conquistato la fiducia del vecchio Morton, Loveman porta il figlio con sé in montagna con la scusa di volerlo così allontanare dall'amante ma, in realtà, per farlo conoscere a Mary. Il giovanotto, infatti, si innamora di lei che, come già aveva fatto sua madre, si impegna a riportarlo sulla retta via e accetta di sposarlo. Lui, però, nasconde il matrimonio a suo padre e la gang cerca di ricattare Morton senior. Mary, allora, contatta Robert: durante uno scontro coi banditi, Morton resta ucciso e i malfattori vengono arrestati. Robert, allora, riesce a convincere Mary a seguire ciò che le suggerisce il suo cuore, accettando di diventare sua moglie.

## Produzione
Il film fu prodotto dalla Anita Stewart Productions e dalla Louis B. Mayer Productions.

## Distribuzione
Distribuito dalla First National Exhibitors' Circuit, il film uscì nelle sale cinematografiche statunitensi il 4 maggio 1919 nella versione originale di 2.030,25 metri. In Francia, fu distribuito dalla Pathé Frères il 6 febbraio 1920 con il titolo La Tache originelle. In Italia, distribuito dalla Pathé fu presentato a Milano uscendo nel 1920 in una versione di 1.271 metri con il visto di censura numero 15258.
Il copyright del film, richiesto dalla Associated First National Pictures, fu registrato il 3 gennaio 1921 con il numero LP15983.
Copia della pellicola si trova conservata negli Archives du Film du CNC di Bois d'Arcy.